# Женска одбојкашка репрезентација Словачке
Женска одбојкашка репрезентација Словачке је репрезентација под контролом Одбојкашког савеза Словачке, представља Словачку у међународним одбојкашким такмичењима. До 1993. године Словачка је наступала као део Чехословачке.

## Резултати на међународним такмичењима

### Олимпијске игре
Нема учешћа

### Светско првенство
Нема учешћа

### Европско првенство
| Година               | Коло                  | Позиција              | Од.                   | П                     | И                     | ОС                    | ИС                    |                       |
| -------------------- | --------------------- | --------------------- | --------------------- | --------------------- | --------------------- | --------------------- | --------------------- | --------------------- |
| Ќао део Чехословачке |                       |                       |                       |                       |                       |                       |                       |                       |
| 1995 - 2001          | Није се квалификовала | Није се квалификовала | Није се квалификовала | Није се квалификовала | Није се квалификовала | Није се квалификовала | Није се квалификовала | Није се квалификовала |
| 2003                 | Групна фаза           | 9. место              | 5                     | 0                     | 5                     | 2                     | 15                    |                       |
| 2005                 | Није се квалификовала | Није се квалификовала | Није се квалификовала | Није се квалификовала | Није се квалификовала | Није се квалификовала | Није се квалификовала | Није се квалификовала |
| 2007                 | Групна фаза           | 13. место             | 3                     | 1                     | 2                     | 3                     | 8                     |                       |
| 2009                 | Групна фаза           | 13. место             | 3                     | 1                     | 2                     | 5                     | 8                     |                       |
| 2011 - 2017          | Није се квалификовала | Није се квалификовала | Није се квалификовала | Није се квалификовала | Није се квалификовала | Није се квалификовала | Није се квалификовала | Није се квалификовала |
| 2019                 | Осмина финала         | 12. место             | 6                     | 3                     | 3                     | 10                    | 11                    |                       |
| 2021                 | Групна фаза           | 17. место             | 5                     | 1                     | 4                     | 7                     | 13                    |                       |
| 2023                 | Осмина финала         | 10. место             | 6                     | 3                     | 3                     | 11                    | 10                    |                       |
| Укупно               | 6 учешћа              | 6 учешћа              | 28                    | 9                     | 19                    | 38                    | 65                    |                       |

### Светски Гран при
Нема учешћа

### Светски куп
Нема учешћа

### Лига нација
Нема учешћа